# Годин, Сет
Сет Годин (англ. Seth Godin) (род. 10 июля 1960, Маунт-Вернон, Нью-Йорк) — американский предприниматель и экономист, специалист в области информатики. Автор деловых книг, популярный оратор. Кроме того, Сет ведёт известный блог о маркетинге. Его первой работой, которая завоевала большую популярность, стала книга о доверительном маркетинге. Лауреат премии Momentum, которой награждают людей, внесших значительный вклад в развитие интернет-индустрии.Постоянный автор журнала Fast Company.

## Биография
Родился 10 июля 1960 года в США.
В возрасте 14 лет Сет сделал свои первые шаги в предпринимательстве, печатая биоритмы в местном университете и продавая их по 30$ за штуку. В 16 лет Сет создал Лыжный Клуб Высшей Школы и набрал группу из 50—60 детей, чтобы каждую неделю кататься недалеко от своего дома в Буффало. Известно, что в то же время Сет работал в столовой быстрого обслуживания по выходным.
В 1982 году Сет окончил Университет Тафтс с ученой степенью в области информатики и философии. Позже его обвиняли в использовании лазейки в системе обучения, потому что он пропускал сложные занятия по инженерным дисциплинам в пользу уроков по философии. Степень магистра делового администрирования (MBA) по маркетингу Сет получил в Стенфордской Бизнес Школе. С 1983 по 1986 год он работал бренд-менеджером в «Spinnaker Software». Некоторое время Сет непрерывно ездил из Калифорнии в Бостон и обратно, чтобы работать на двух своих работах и одновременно получить степень магистра.
После ухода из «Spinnaker Software» в 1986 году Сет использовал 20,000$  в сбережениях, чтобы основать Seth Godin Productions, которая преимущественно занималась книжным бизнесом. Там он и встретил Марка Херста и основал в 1995 году Yoyodyne — одну из первых онлайн-компаний. В августе 1996 года Flatiron Partners инвестировали $4 млн в Yoyodyne в обмен на 20% акций. Через несколько лет Сет продал книжный бизнес своим служащим и сфокусировал усилия на Yoyodyne. Именно здесь Сет сформулировал концепцию доверительного маркетинга.
Сет продал Yoyodyne компании Yahoo! в 1998 году примерно за $ 30 млн. Как часть сделки по продаже Годин получил должность вице-президента по доверительному маркетингу Yahoo!.
Некоторое время Годин работал обозревателем в деловом журнале «Fast Company». В марте 2006 года Годин основал рекомендательную сеть — сайт Squidoo.com. В июле 2008 года Squidoo был одним из 500 самых посещаемых сайтов в мире. В 2014 году Squidoo больше не считался финансово жизнеспособным и был продан HubPages.
Блог Сета Година был признан одним из лучших блогов 2009 года (список 25 блогов).

### Успех и признание
Годин — автор 18 книг.
Книга Сета Година «Подарок в придачу» была признана Forbes деловой книгой 2004 года.
За первые два года было продано более 150 тысяч экземпляров книги «Фиолетовая корова» и выпущено 23 переиздания.
Книга «Яма» была признана бестселлером такими изданиями как Business Week и Нью-Йорк таймс.
В начале 1990-х годов он курировал серию из 10 книг для детей под названием «Worlds of power». Каждый из сюжетов книги основан на видеоигре.
В июне 2013 года Годин собрал более 250 000 долларов у читателей с помощью кампании Kickstarter, которая, в свою очередь, обеспечила ему контракт на книгу со своим издателем за его книгу "Уловка Икара."
Годин был введён в Зал славы маркетинга американской маркетинговой ассоциации в 2018 году.

## Точка зрения
Годин рассматривает три основных принципа в своих публикациях.
Первый: конец «комплекса индустриального ТВ» (англ. TV-Industrial complex). Это значит, что продавцы больше не могут управлять вниманием любого, кого они выберут.
Второй: на рынке, где покупатели уже имеют больше влияния, продавцы должны показать больше уважения; это значит никакого спама, хитрости и уклонения от данных обещаний .
Третье, что утверждает Годин: единственный способ распространить информацию об идее — это сделать идею исключительной. Он называет выдающиеся продукты или сервисы «фиолетовой коровой». В Yahoo! в вестибюле их Sunnyvale campus стоит макет фиолетовой коровы.
Реклама на телевидении и радио классифицирована Годином как прерывающий маркетинг, который отвлекает покупателя, когда тот занят своими делами. Поэтому Годин вводит понятие доверительного маркетинга, где бизнес предлагает покупателю нечто ценное, таким образом добивается доверия и потом уже занимается маркетингом.

## Личные данные
Сет Годин женат. Вместе с женой Хеленой Годин он проживает в деревне Хастингс-на-Хадсоне (штат Нью-Йорк). Хелена работает консультантом в Audible.com. У них двое детей.